# 高绍荣
高绍荣（1970年3月—），生于山东章丘，同济大学教授，主要从事干细胞与体细胞重编程方面的研究工作。担任中国细胞生物学会干细胞生物学分学会理事、中国动物学会生殖生物学分会理事，2013年起任同济大学生命科学与技术学院长江学者特聘教授。2023年当选中国科学院院士。

## 备注
1. ↑  此条目中的高绍荣为2013、2014年度长江学者特聘教授，不清楚是否与2009年度长江学者特聘教授高绍荣为同一人。